# Bodó Erzsi
Bodó Erzsi (teljes nevén: Bodó Erzsébet Katalin Ibolyka, férjezett nevén: Berg Ottóné) (Budapest, 1899. szeptember 11. – Budapest, 1957. június 10.) magyar opera-énekesnő (drámai szoprán).

## Életútja
Bodó László műszaki főfelügyelő és Froszt Mária (1862–1936) lányaként született. A Nemzeti Zenedében tanult Rosthy Annie növendékeként.
1924-ben, még növendékként debütált ifj. Ábrányi Kornél) Monna Vannájának címszerepében a Városi Színházban. 1927 és 1941 között az Operaház magánénekese volt. Itt első szerepe Leonora volt a Trubadúrban 1927. október 13-án. Elsősorban az olasz és Wagner-operák drámai hősnői alakította a színpadon.
Dohnányi Ernő vezényletével a szopránszólót énekelte Kodály Budavári Te Deumának hangversenytermi bemutatóján (1937. január 25.).
1928. július 7-én Budapesten között házasságot Berg Ottó karmesterrel, 1949-ben elváltak.

## Főbb szerepei
- Ludwig van Beethoven: Fidelio – Leonora
- Vincenzo Bellini: Norma – címszerep
- Georges Bizet: Carmen – Micaëla
- Manuel de Falla: Rövid élet – Salud
- Isidore de Lara: A fehér vitorlás – Sheila
- Erkel Ferenc: Hunyadi László — Szilágyi Erzsébet
- Erkel Ferenc: István király – Crescimira
- Goldmark Károly: Sába királynője — Szulamit
- Goldmark Károly: Téli rege – Hermione
- Charles Gounod: Faust — Margit
- Jacques Fromental Halévy: A zsidónő – Recha
- Hubay Jenő: Az álarc – Annie
- Pietro Mascagni: Parasztbecsület — Santuzza
- Giacomo Meyerbeer: A hugenották – Valentine
- Mosonyi Mihály: Álmos – Árpád neje
- Wolfgang Amadeus Mozart: Don Juan — Donna Anna
- Wolfgang Amadeus Mozart: Così fan tutte — Dorabella
- Wolfgang Amadeus Mozart: A varázsfuvola – Első hölgy
- Giacomo Puccini: Tosca – Floria Tosca
- Giacomo Puccini: Turandot — címszerep
- Ottorino Respighi: A láng — Silvana
- Ruzitska József–Siklós Albert: 'Béla futása – Mária
- Richard Strauss: Az egyiptomi Heléna — Heléna
- Giuseppe Verdi: A trubadúr – Leonora
- Giuseppe Verdi: Álarcosbál – Amelia
- Giuseppe Verdi Aida — címszerep
- Giuseppe Verdi: Don Carlos – Erzsébet királyné
- Giuseppe Verdi A végzet hatalma — Doña Leonora di Vargas
- Richard Wagner: A bolygó hollandi – Senta
- Richard Wagner: Tannhäuser – Erzsébet
- Richard Wagner: Lohengrin – Brabanti Elza
- Richard Wagner: A Nibelung gyűrűje – Freia; Helwige; Harmadik norna
- Zádor Jenő: A holtak szigete – Phyllis